# Monika Maierhofer
Monika Maierhofer (née le 10 janvier 1967 à Trofaiach) est une ancienne skieuse alpine autrichienne.

## Palmarès

### Coupe du monde
- Meilleur résultat au classement général : 13e en 1989
  - 1 victoire : 1 slalom

### Saison par saison
- Coupe du monde 1985 :
  - Classement général : 82e
- Coupe du monde 1986 :
  - Classement général : 82e
- Coupe du monde 1987 :
  - Classement général : 21e
- Coupe du monde 1988 :
  - Classement général : 35e
- Coupe du monde 1989 :
  - Classement général : 13e
- Coupe du monde 1990 :
  - Classement général : 19e
- Coupe du monde 1991 :
  - Classement général : 21e
- Coupe du monde 1992 :
  - Classement général : 24e
    - 1 victoire en slalom : Grindelwald
- Coupe du monde 1993 :
  - Classement général : 66e
- Coupe du monde 1994 :
  - Classement général : 76e
- Coupe du monde 1995 :
  - Classement général : 63e

### Arlberg-Kandahar
- Meilleur résultat : 4e place du slalom 1993 à Cortina d’Ampezzo